# George Jung
George Jacob Jung, även kallad Boston George och El Americano, född 6 augusti 1942 i Boston i Massachusetts, död 5 maj 2021 i Weymouth, Norfolk County, Massachusetts, var en amerikansk narkotikasmugglare och -försäljare, som var en av de stora aktörerna på kokainmarknaden i USA under 1970- och tidiga 1980-talet. Han tillhörde Medellínkartellen.
Jung började sin kriminella bana som marijuana-smugglare på 1960-talet. När han emellertid greps och sattes i fängelse kom han i kontakt med Carlos Lehder, som hade inflytelserika kontakter med bland andra Pablo Escobar, "Colombias kokainkung". Efter att han 1994 slutligen greps efter flera rymningar under permission, så sattes han i Otisville Federal Correctional Institute. 
Hans förmögenhet konfiskerades av myndigheterna i Panama efter att banken där blivit förstatligad.
Jung blev frigiven den 2 juni 2014, efter att ha tillbringat nästan 20 år i fängelse.
Han porträtteras av Johnny Depp i filmen Blow från 2001.